# Diamond Dallas Page

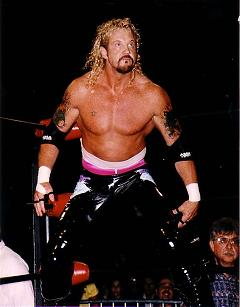
DDP

Dallas Page (n. 5 aprilie 1956, Point Pleasant⁠(d), New Jersey, SUA), mai cunoscut sub numele de ring Diamond Dallas Page (DDP), este un wrestler american retras, actor, instructor de fitness și scriitor. Este cunoscut în special pentru munca sa din World Championship Wrestling a anilor '80, unde a fost de 3 ori campion mondial al greilor și de 4 ori campion mondial pe echipe (de 2 ori chiar cu Kevin Nash). În WCW a avut o feudă cu "Macho Man" Randy Savage, fiind deci puternic oponent New World Order (nWo). 
Cea mai importantă revistă de profil Pro Wrestling Illustrated l-a desemnat cel mai urât de fani wrestler în 1999. Are ca trademark (marca, ulterior și înregistrată) manevra "Diamond Cutter". DDP a intrat în WWE Hall of Fame în 2017.

## Biografie
S-a născut ca Page Joseph Falkinburg dar și-a schimbat ulterior legal numele în Dallas Page.